# دوولي آدامز
دوولي آدامز (بالإنجليزية: Dooley Adams)‏ هو فارس أمريكي، ولد في 1927، وتوفي في 12 نوفمبر 2004.